# 朱卿云
朱卿云（1919年—2007年），男，直隶完县人，中华人民共和国军事人物，中国人民解放军大校，曾任石家庄高级步兵学校、石家庄高级陆军学校副政治委员。